# Wildfire (Kolmarden)
Wildfire is een Houten achtbaan in de Zweedse Dierentuin Kolmården en is gebouwd door Rocky Mountain Construction. De achtbaan is 56 meter hoog en haalt een snelheid van 115 kilometer per uur.

## Geschiedenis
In april 2014 kondigde Kolmården het plan aan voor het bouwen van een achtbaan in hun dierenpark. Het zou de eerste achtbaan in Europa worden voor Rocky Mountain Construction en was ontworpen door Alan Schilke. Daarnaast werkte ook de Nederlandse achtbaanbouwer Vekoma aan het project mee. Het bouwproject liep in februari 2015 vertraging op doordat de bouwvergunning voor de achtbaan werd ingetrokken. Het stuk land waar de achtbaan zou komen was volgens het bestemmingsplan gereserveerd voor een dierenverblijf. In juli van dat jaar konden ze alsnog beginnen met de bouw van de achtbaan. Het was de planning dat Wildfire in halverwege 2016 open zou gaan, maar door een fabricagefout in de treinen werd de opening uitgesteld. Uiteindelijk werd de achtbaan op 28 juni 2016 geopend.
In oktober 2016 werd Wildfire tijdelijk gesloten. De Zweedse overheid was van mening dat de achtbaan te veel impact op het milieu had. Wildfire bleef acht maanden gesloten en ging in juni 2017 weer open.

## Technische gegevens
- Lengte: 1265 meter
- Hoogte: 56 meter
- Daling: 49 meter
- Inversies: drie
- G-kracht: 4,0
- Aantal treinen: 2 treinen met ieder 6 wagens
- Leveranciers: Rocky Mountain Construction en Vekoma